# Euritea fasciata
Euritea fasciata är en insektsart som beskrevs av Buckton. Euritea fasciata ingår i släktet Euritea och familjen hornstritar. Inga underarter finns listade i Catalogue of Life.